# Амазарское городское поселение
Городско́е поселе́ние «Амазарское» — упразднённое муниципальное образование в Могочинском районе Забайкальского края Российской Федерации.
Административный центр — пгт Амазар.

## История
Статус и границы городского поселения установлены Законом Читинской области от 19 мая 2004 года «Об установлении границ, наименований вновь образованных муниципальных образований и наделении их статусом сельского, городского поселения в Читинской области».
В июне 2023 года все муниципальные образования района объединены в один Могочинский муниципальный округ.

## Население
| 2009  | 2010  | 2011  | 2012  | 2013  | 2014  | 2015  |
| ----- | ----- | ----- | ----- | ----- | ----- | ----- |
| 2464  | ↗2542 | ↘2539 | ↘2535 | ↘2515 | ↘2491 | ↘2480 |
| 2016  | 2017  | 2018  | 2019  | 2020  | 2021  |       |
| ↘2442 | ↘2433 | ↘2428 | ↘2401 | ↘2375 | ↘1989 |       |

## Состав городского поселения
| №  | Населённый пункт        | Тип населённого пункта          | Население |
| -- | ----------------------- | ------------------------------- | --------- |
| 1  | Амазар                  | пгт, административный центр     | ↘1959     |
| 2  | Блок-Пост Красавка      | железнодорожная станция         | ↗4        |
| 3  | Блок-Пост Потайка       | железнодорожная станция         | ↘0        |
| 4  | Блок-Пост Тетёркин Ключ | железнодорожная станция         | →0        |
| 5  | Блок-Пост Утени         | железнодорожная станция         | →0        |
| 6  | Германовский            | посёлок железнодорожной станции | ↘0        |
| 7  | Жанна                   | посёлок при станции             | ↘37       |
| 8  | Колокольный             | посёлок железнодорожной станции | ↘0        |
| 9  | Малоковали              | посёлок железнодорожной станции | ↘22       |
| 10 | Покровка                | село                            | ↘9        |
| 11 | Чичатка                 | посёлок железнодорожной станции | ↘10       |

### Упразднённые населённые пункты
- Бедовый — блокпост. Упразднено в 2000 году[16].